# Шелдон (Ајова)
Шелдон (енгл. Sheldon) град је у америчкој савезној држави Ајова. По попису становништва из 2010. у њему је живело 5.188 становника.

## Демографија
Према попису становништва из 2010. у граду је живело 5.188 становника, што је 274 (5,6%) становника више него 2000. године.
| Група             | 2000.         | 2010.         |
| Белци             | 4.705 (95,7%) | 4.737 (91,3%) |
| Афроамериканци    | 21 (0,4%)     | 32 (0,6%)     |
| Азијати           | 38 (0,8%)     | 59 (1,1%)     |
| Хиспаноамериканци | 126 (2,6%)    | 338 (6,5%)    |
| Укупно            | 4.914         | 5.188         |